# Ифраимов, Марк

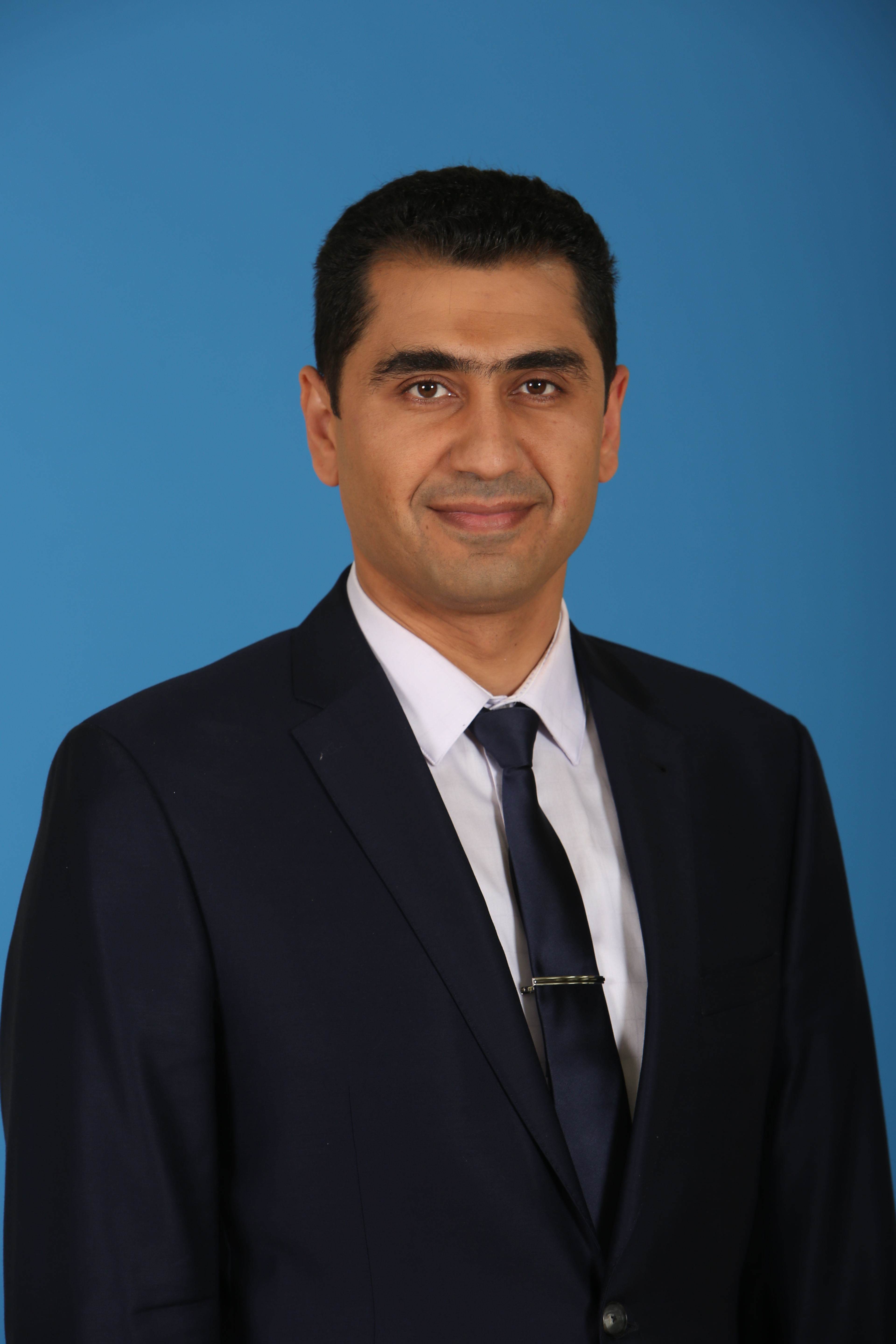
Марк Ифраимов

Марк Ифраимов  (ивр. מרק איפראימוב‎; род. 7 февраля 1981, Нальчик) — израильский политик, депутат Кнессета 22-го созыва, член партии «Наш дом Израиль».

## Биография
Марк Ифраимов родился 7 февраля 1981 года в семье горских евреев в городе Нальчике Кабардино-Балкарской АССР, ныне город — административный центр Кабардино-Балкарской Республики.
У отца два высших образования, убеждённый сионист, в 1970-е годы в Нальчике участвовал в организации «Хава Нагила». Мать — технолог пищевого производства. Она из семьи коэнов. У Марка есть брат.
Вместе с родителями 6 или 7 лет прожил в селе Половинном Курганской области, это может быть или село Половинное Половинского района или село Половинное Целинного района Курганской области <уточнить>. Отец работал заместителем директора заготовительной конторы. Мать была заведующей общепитом.
В 12-13 лет уже участвовал в олимпиадах по ивриту, по истории Израиля. В школе № 1311 города Москвы прошла Олимпиада по еврейской тематике, где представители Северного Кавказа заняли первое место по истории Израиля, Ифраимов попал в финал конкурса по ивриту. 
В 1993 году прошел отбор в «НААЛЕ», и решил уехать в Израиль. Родители не хотели, чтобы он уезжал, уверяя, что жить в России легче и уговорили остаться.
В 1999 году в возрасте 18 лет самостоятельно репатриировался в Израиль по программе НААЛЕ. Родители переехали в Израиль через 6 лет.
Среднее образование получил в школе-интернате «Емин Орд» или «Ямин Орд».
Три года отслужил в рядах ЦАХАЛа, был командиром танка в 52-м танковом батальоне «Ha-Bok’im» 401-й бронетанковой бригады «Иквот ха-Барзель» 162-й бронетанковой дивизии «Ха-Плада» Армии обороны Израиля. Офицер запаса — рав-самаль (ивр. רב סמל‎; старшина). 
Проходил обучение в Университете имени Бен-Гуриона где защитил степени бакалавра по бихевиоризму и магистра по организационной социологии.

### Политическая деятельность
Политическая карьера Марка Ифраимова началась в рядах партии «Наш дом — Израиль» (НДИ).
Руководил молодежными общественными проектами в городе Сдероте. Заведовал отделом профилактики преступлений в министерстве внутренней безопасности. Основал общественное движение «Сдерот для всех». Инициатор ряда проектов по развитию периферии, специалист по проблемам юга страны. Депутат городского совета города Сдерота.

25 ноября 2013 года в новом здании сдеротского культурного центра прошла торжественная церемония вступления в должность заместителя мэра города Сдерот, на церемонии кроме мэра города Алона Давиди и муниципальных должностных лиц присутствовало около 500 горожан.
На выборах в сентябре 2019 года Марк Ифраимов восьмым номером в партийном списке партии «Наш дом — Израиль» баллотировался в Кнессет и стал депутатом Кнессета 22-го созыва (3 октября 2019 — 16 марта 2020).
На внеочередных парламентских выборах в Кнессет 23-го созыва, проведенных 2 марта 2020 года, партия получила лишь 7 мест в Кнессете. Марк Ифраимов в состав Кнессета не попал.

## Семья
Женат. Супруга репатриировалась в Израиль из Нальчика. Имеют двоих детей (дочь и сын). Проживает с семьёй в Сдероте.